# Emilio Correa (1953–2024)
Emilio Correa Vaillant (ur. 21 marca 1953 w Santiago de Cuba, zm. 11 marca 2024) – kubański pięściarz, mistrz olimpijski, mistrz świata.
Występował na ringu w wadze półśredniej. Zdobywca złotego medalu olimpijskiego podczas XX Letnich Igrzysk Olimpijskich 1972 roku w Monachium. Walczył również w następnych igrzyskach, w 1976 roku w Montrealu, nie kwalifikując się jednak do czołowej ósemki turnieju.
W 1974 roku podczas mistrzostw świata w Hawanie zdobył złoty medal w kategorii do 67 kg.
Dwukrotny medalista igrzysk panamerykańskich, na igrzyskach w Cali wywalczył złoty medal, natomiast na igrzyskach w Meksyku wywalczył brązowy krążek.
Pod koniec życia pracował jako trener w Brazylii, gdzie zmarł.
Jego syn Emilio Correa Bayeux również jest pięściarzem, wicemistrzem olimpijskim z 2008 roku.